# Wielki Rozsutec

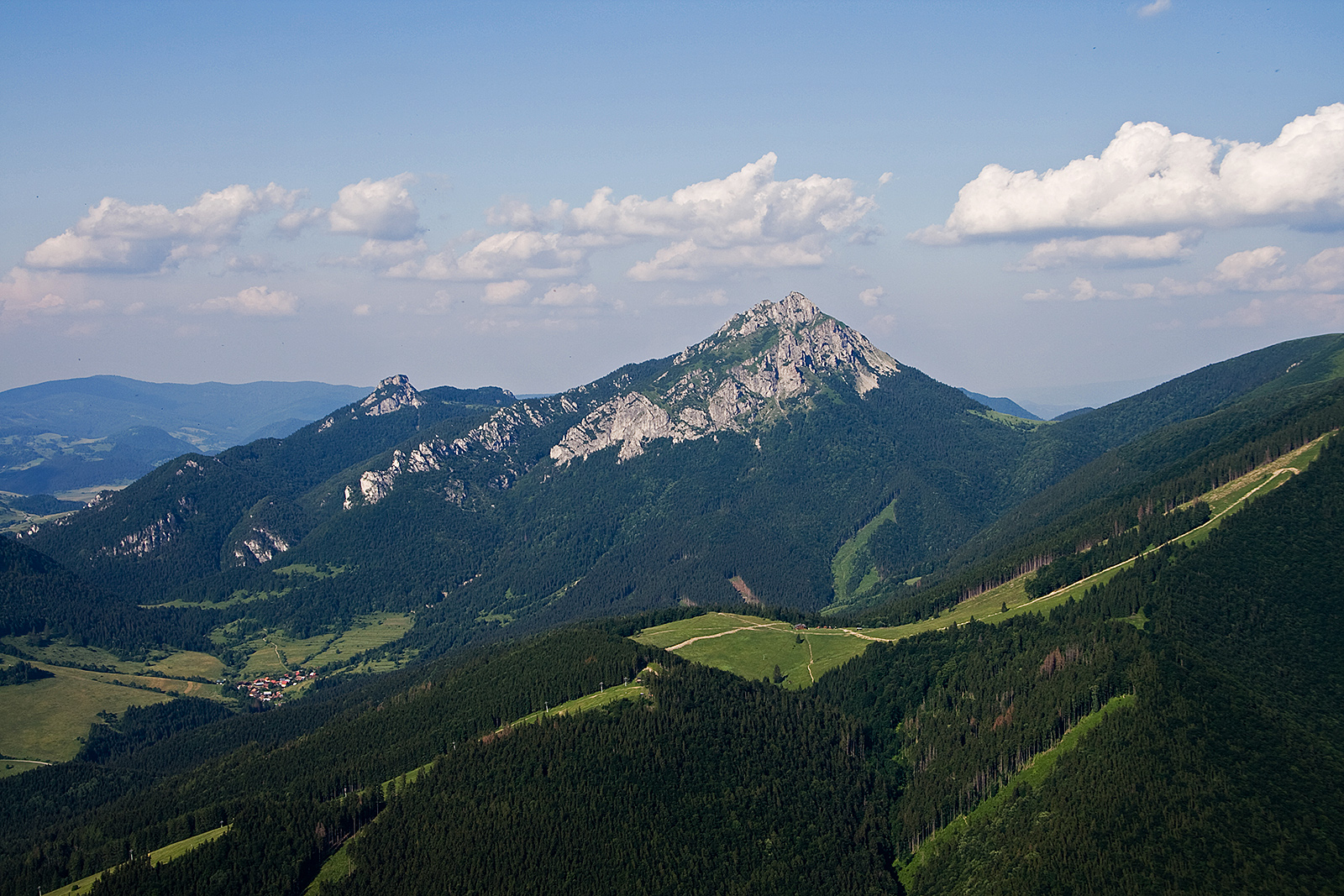
Widok z góry Kraviarske

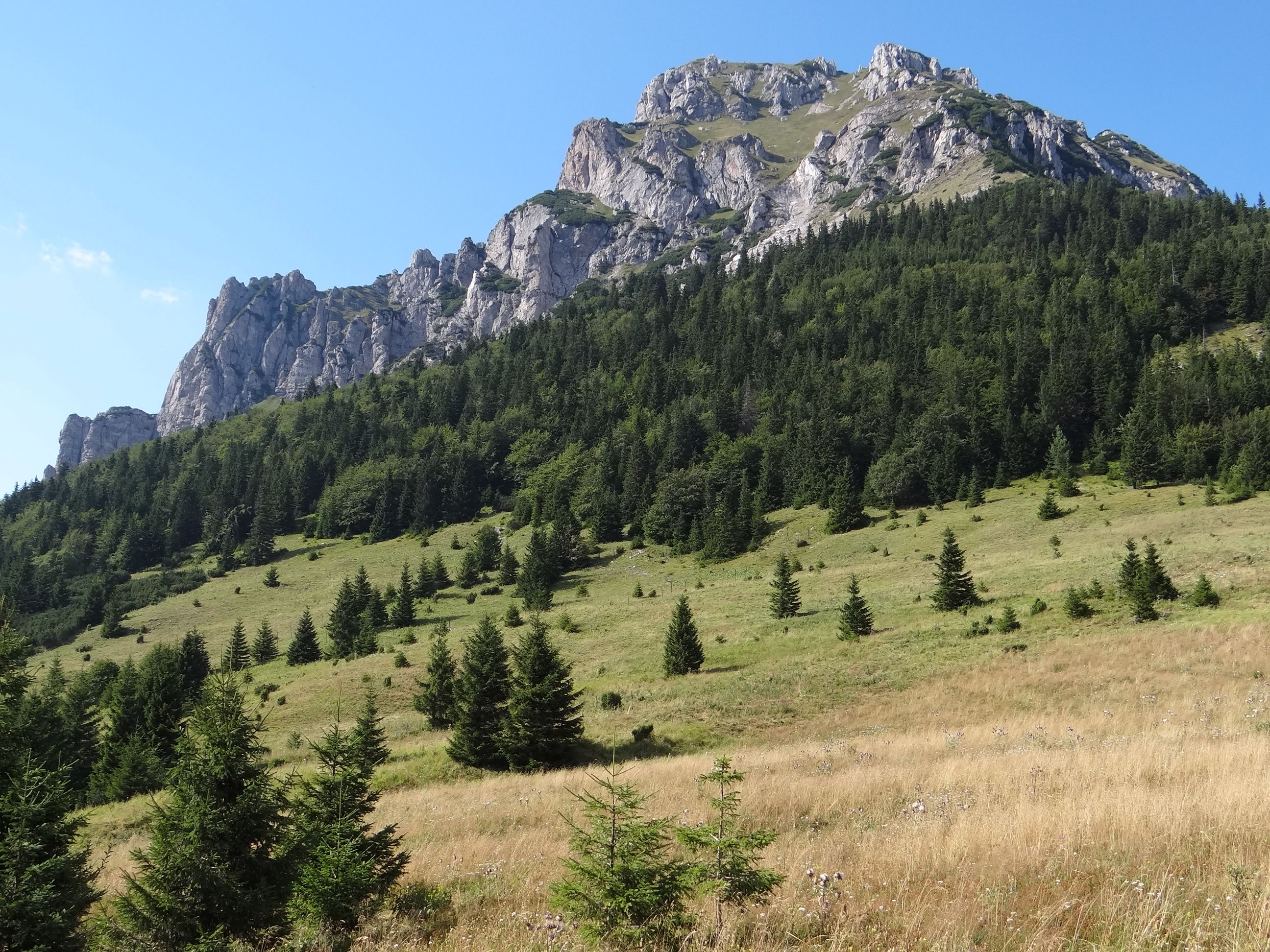
Widok z przełęczy Medziholie

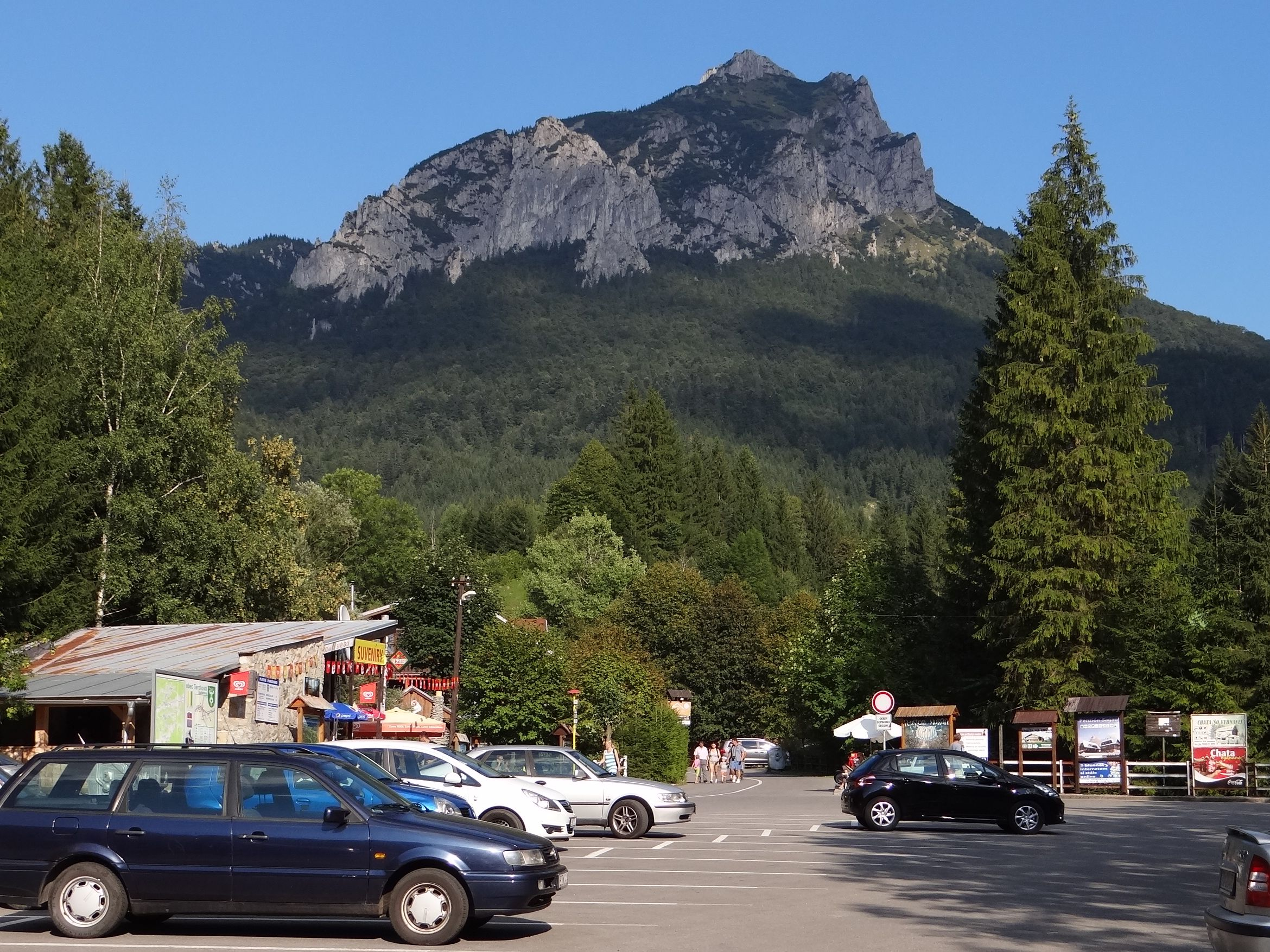
Widok ze Štefanovej

Wielki Rozsutec (1610 m, słow. Veľký Rozsutec (wym. Welki Rozsutiec), w niektórych starszych źródłach polskich również Rozsudziec) – jeden z najwyższych i niewątpliwie najbardziej charakterystyczny szczyt w tzw. Krywańskiej części Małej Fatry.

## Położenie
Wielki Rozsutec wznosi się w północno-wschodniej części Małej Fatry, w jej głównym grzbiecie, rozdzielającym w tym miejscu Dolinę Wratną (z potokiem Vrátňanka) na zachodzie od doliny potoku Biela (dopływ Zázrivki) na wschodzie.
Szczyt ma formę trójramiennego rozrogu. Południowa grań opada stromo ku szerokiemu siodłu przełęczy Medziholie (1185 m). Północna grań opada nieco łagodniej ku przełęczy Medzirozsutce (1200 m). Obie przełęcze są bezleśne, pokryte łąkami bogatymi w gatunki roślin. Zachodnia grań Wielkiego Rozsutca kończy się labiryntem potężnych turni tzw. Skalnego Miasta (słow. Skalné mesto), wznoszących się nad osadą Štefanová (przysiółek wsi Terchová). Na północ od tych turni, oddzielony od nich wąską, krótką i skalistą Kremenną doliną, opada w kierunku przełęczy Vrchpodžiar (745 m) wspaniały skalny grzebień Południowych Skał (Poludňove skaly). U stóp skał rozwinęły się znacznych rozmiarów usypiska i piargi. Cały masyw ogranicza od południa Stohový potok, spływający przez Štefanową do Vrátňanki w centrum Doliny Wratnej, zaś od północy Dierový potok, spływający przez Horné diery i Dolné diery (obejmowane też wspólną nazwą Diery) do Białego Potoku (słow. Biely potok), już na zewnątrz Doliny Wratnej. Wschodnie stoki masywu, słabo rozczłonkowane, odwadnia potok Biela.

## Geologia - morfologia
Wielki Rozsutec zbudowany jest z wapieni i dolomitów płaszczowiny choczańskiej, w których przyroda wytworzyła wszystkie możliwe formy geomorfologiczne, charakterystyczne dla tych skał: urwiste ściany, strzeliste turnie, głębokie wąwozy, jaskinie itp. Wapienno-dolomitowy zrąb masywu wyraźnie wystaje ponad otoczenie, dość łagodnie wyrzeźbione w znacznie miększych marglach, piaskowcach i łupkach.

## Przyroda ożywiona
Roślinność masywu jest bardzo urozmaicona. Dolne partie masywu porastają lasy bukowe z domieszką świerka, jodły i jaworu, a wyżej i jarząbu. Na północnych stokach Wielkiego Rozsutca na wysokości ok. 1450 m dobrze zachowała się naturalna górna granica lasu – jest to aktualnie najwyższy zasięg górnej granicy lasu w Małej Fatrze. W innych rejonach tej grupy górskiej została ona w ubiegłych wiekach sztucznie obniżona na skutek intensywnej gospodarki pasterskiej. Tereny podszczytowe Rozsutca porastają zarośla kosodrzewiny. Na skałach spotkamy niezmiernie cenne i piękne zbiorowiska roślin alpejskich, zaś na szczególnie nasłonecznionych miejscach – również zespoły flory ciepłolubnej. Wśród nich znajdziemy ogromną liczbę gatunków chronionych, w tym wiele słowackich endemitów.

## Ochrona przyrody
Ze względu na wyjątkowe bogactwo form przyrody nieożywionej oraz flory i fauny, cały masyw Wielkiego i Małego Rozsutca od Dolnych Dier po szczyt Stohu jest objęty utworzonym już w 1967 r. obszarem ochrony ścisłej o nazwie „Rozsutec” i powierzchni 764 ha.

## Turystyka
Szczyt Wielkiego Rozsutca udostępnia znakowany czerwono szlak turystyczny, trawersujący szczyt od przełęczy Medziholie po przełęcz Medzirozsutce. Szlak jest zamknięty co roku od 1 marca do 15 czerwca:
 Medziholie – Wielki Rozsutec 1 h 15 min., ↓ 40 min.
 Medzirozsutce – Wielki Rozsutec 1 h 20 min., ↓ 45 min.
Szczyt Wielkiego Rozsutca jest doskonałym punktem widokowym. Panorama z niego obejmuje nie tylko bliższe grupy górskie, takie jak Mała Fatra, Wielka Fatra, Góry Choczańskie czy Magura Orawska, lecz sięga aż po Przełęcz Jabłonkowską w Beskidzie Śląskim z jednej strony i po szczyt tatrzańskiego Krywania z drugiej.